# Allan Lund
Allan Lund (født 1944) er en tidligere håndboldstræner og generalsekretær i Dansk Skoleidræt.
Lund har tidligere trænet både GOGs mænd og kvinder. I perioden 1975-1980 var han landstræner for Danmark kvinder, og han har også tidligere stået i spidsen for landshold i Saudi Arabien (1988-1990), Bahrain og Grønland.
Han har på det organisatoriske niveau i flere år været repræsentant i Europæisk Håndbold Forbund.
Lund er uddannet folkeskolelærer og har derudover en Cand.scient. i idræt fra Odense Universitet. Han var 1966-1975 ansat på Søndersø Skole som lærer, blev derefter generalsekretær til Dansk Skoleidræt og sad på denne post frem til 2007).
I 2007 blev Lund udnævnt til Ridder af Dannebrog. 
 Der er for få eller ingen kildehenvisninger i denne artikel, hvilket er et problem. Du kan hjælpe ved at angive troværdige kilder til de påstande, som fremføres i artiklen.